# Mariano al Brembo
Mariano al Brembo [maˈrjaːno alˈbrɛmbo] (Marià [maˈɾja] in dialetto bergamasco) è un quartiere del comune bergamasco di Dalmine posto oltre l'importante impianto industriale della cittadina. Sull'origine del nome, l'Olivieri definisce fantasticherie quelle che vogliono farlo risalire a Caio Mario. Le denominazioni più antiche rifletterebbero, invece, l'aggettivo latino Marelianus, tratto dal nome personale Marilius.

## Storia
Alcuni ritrovamenti archeologici nel podere Cimaripa dei conti Alborghetti sembrano attestare che la zona fosse abitata già in epoca romanaː durante lavori agricoli, compiuti dal 15 dicembre 1882 al 15 gennaio 1883 ad una profondità di circa 80 cm, sono affiorati dei resti di sepolture risalenti all'epoca imperiale romana, non posteriore al secondo secolo dopo Cristo, comprendenti:
- due fibule in bronzo;
- una spada in ferro bitagliente, ripiegata su se stessa, per significare ormai l'inutilità dello strumento dopo la morte del suo proprietario;
- cuspide di lancia a grossa costola mediana
- quattro anelli di differente grossezza;
- piccolo toro in bronzo
- patella (pentola) in terracotta di pasta giallastra[2]

I reperti archeologici si possono ancora oggi osservare presso il Museo Archeologico in Cittadella a Bergamo.
Non esistono tuttavia ulteriori attestazioni documentate circa l'esistenza del paese fino al X secolo. Il primo documento in cui è citato è un atto notarile del 909 che menziona una proprietà "in fundo Mareliano" , mentre in un altro documento del 970 si indica il "vico Mareliano", il villaggio di Mariano, denominato cinque anni dopo come "de villa Mareliano".
A Mariano nel 975 è documentato che lungo il fiume Brembo esistevano due mulini (in ripa fluvio Brembo molendinas duas). Teodolfo, arcidiacono del vescovo di Bergamo, il 12 maggio 1023 dava disposizioni testamentarie a favore della chiesa di S. Vincenzo in Bergamo, tra cui c'era "un edifizio di tintoria posto sulla riva del Brembo nel contorno della villa detta Mariano".
Mariano e Guzzanica nell'anno Mille erano tra le quindici terre bergamasche già provviste di castello (castro).
In un atto notarile del 975 riguardante la donazione di diverse proprietà si davano presenti a Mariano e Dalmine anche degli edifici religiosi (capellis). In un documento del 23 giugno 1155 Papa Adriano IV prendeva sotto la sua protezione le chiese dipendenti dalla Pieve di Pontirolo Vecchio, tra cui S. Lorenzo in Mariano, collegata alla Diocesi di Milano.
Mariano appare come comune autonomo nel primo Statuto di Bergamo del 1240 circa. L'età comunale ha coinciso con un forte periodo di crescita demografica, per tutta l'Italia del Nord e anche per l'area bergamasca, sia rurale che cittadina. Gli storici sostengono che il numero degli abitanti alla fine del secolo XIII fosse assai simile a quello misurato alla fine del 1500 dal Capitano veneto Giovanni da Lezze. Per cui Mariano avrebbe avuto circa 300 abitanti.
Nel 1596 a Mariano cinque cittadini, di cui tre della famiglia Brembati, erano proprietari dell'89% dei terreni (3.413,23 pertiche, pari a 226 ettari).
Mariano fu ridotto a frazione di Osio Sopra su ordine di Napoleone, ma gli austriaci annullarono la decisione al loro arrivo nel 1815 con il Regno Lombardo-Veneto.
Dopo l'unità d'Italia il paese, ridenominato Mariano al Brembo, crebbe da settecento a più di milleduecento abitanti. Fu Ciro Prearo, Podestà dei tre comuni di Mariano al Brembo, Sabbio Bergamasco e Sforzatica a decidere con delibera del 3 gennaio 1927 la soppressione dei comuni unendoli nel nuovo comune di Dalmine con il Regio Decreto del 7 luglio 1927.

## Monumenti e luoghi d'interesse
- Antica chiesa intitolata a san Lorenzo martire citata sul territorio di Mariano già nel XII secolo.[7][8]

## Amministrazione
| Periodo           | Periodo           | Primo cittadino      | Partito                    | Carica                  | Note |
| ----------------- | ----------------- | -------------------- | -------------------------- | ----------------------- | ---- |
| Gennaio 1860      | 20 luglio 1860    | Enrico Varisco       | -                          | Sindaco                 |      |
| 20 luglio 1860    | 23 maggio 1863    | Marco Cagnoli        | -                          | Sindaco                 |      |
| 23 maggio 1863    | 15 settembre 1866 | Enrico Varisco       | -                          | Sindaco                 |      |
| 15 settembre 1866 | 15 maggio 1872    | Luigi Ceni           | -                          | Sindaco                 |      |
| 15 maggio 1872    | 19 ottobre 1873   | Battista Mangili     | -                          | Vicesindaco             |      |
| 18 ottobre 1873   | 30 settembre 1888 | Giacomo Cagnoli      | -                          | Sindaco                 |      |
| 30 settembre 1888 | 27 febbraio 1890  | Giulio Varisco       | -                          | Sindaco                 |      |
| 27 febbraio 1890  | 25 marzo 1892     | Battista Mangili     | -                          | Vicesindaco             |      |
| 25 marzo 1892     | 21 aprile 1895    | Giuseppe Fumagalli   | -                          | Sindaco                 |      |
| 21 aprile 1895    | 18 maggio 1895    | Battista Mangili     | -                          | Vicesindaco             |      |
| 18 maggio 1895    | 20 settembre 1895 | Giacomo Vitali       | -                          | Vicesindaco             |      |
| 2 settembre 1896  | 18 marzo 1902     | Giulio Varisco       | -                          | Sindaco                 |      |
| 18 marzo 1902     | 18 ottobre 1902   | Giacomo Vitali       | -                          | Vicesindaco             |      |
| 18 ottobre 1902   | 16 luglio 1910    | Giuseppe Fumagalli   | -                          | Sindaco                 |      |
| 16 luglio 1910    | 1º agosto 1914    | Giulio Varisco       | -                          | Sindaco                 |      |
| 1º agosto 1914    | 21 dicembre 1917  | Giordano Alborghetti | -                          | Sindaco                 |      |
| 21 dicembre 1917  | 16 gennaio 1919   | Giulio Varisco       | -                          | Sindaco                 |      |
| 16 gennaio 1919   | 16 ottobre 1920   | Giuseppe Gobbo       | -                          | Commissario prefettizio |      |
| 16 ottobre 1920   | 5 febbraio 1923   | Giordano Alborghetti | -                          | Sindaco                 |      |
| 5 febbraio 1923   | 25 febbraio 1926  | Andrea Cologni       | -                          | Sindaco                 |      |
| 25 febbraio 1926  | 13 maggio 1926    | Carlo De Martino     | -                          | Commissario prefettizio |      |
| 13 Maggio 1926    | 13 ottobre 1926   | Ciro Prearo          | Partito Nazionale Fascista | Podestà                 |      |
| 13 ottobre 1926   | ?                 | Alessandro Paganoni  | Partito Nazionale Fascista | Vice Podestà            |      |

## Società

### Evoluzione demografica
Gli storici sostengono che il numero degli abitanti alla fine del XIII secolo fosse assai simile a quello misurato alla fine del 1500. Pertanto secondo il capitano veneto Giovanni da Lezze nel 1596 Mariano aveva 287 abitanti distribuiti in 60 famiglie.
Durante la peste del 1630 persero la vita 186 persone e ne sopravvissero solo 90, di cui 60 maschi e 30 femmine.
Nel periodo 1785-1789 le Anagrafi venete attribuivano a Mariano 476 abitanti.
Al censimento del 1861 gli abitanti registrati al primo censimento del Regno d'Italia erano 709.
All'inizio del Novecento gli abitanti erano 761, mentre all'ultimo censimento in cui Mariano risultava ancora come comune autonomo nel 1921 gli abitanti erano saliti a 1.265.
All'anagrafe comunale il 31 dicembre 2010 i marianesi risultavano essere 4.126, di cui 360 stranieri (8,7%).